# America the Beautiful Quarters

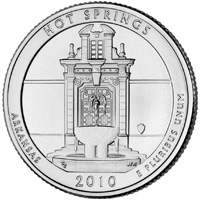
Die erste Münze der Serie mit dem Motiv „Hot Springs“

Die America the Beautiful Quarters sind eine Serie von Vierteldollar-Münzen der Vereinigten Staaten. Von 2010 bis 2021 erschienen jährlich fünf Ausgaben, die auf der Rückseite Nationalparks oder andere Stätten von nationaler Bedeutung darstellen. Wie schon zuvor 1999–2009 bei den State Quarters werden alle 50 US-Bundesstaaten sowie der District of Columbia und 5 Außengebiete berücksichtigt.

## Ausgabeprogramm
Die Ausgabe der Münzen erfolgt in der Reihenfolge, in der die abgebildeten Parks oder Stätten zur „Stätte von nationaler Bedeutung“ (national site) erklärt wurden. Vier der Motive werden Parks oder Stätten darstellen, welche zuvor bereits in der State-Quarters-Serie berücksichtigt wurden (Grand Canyon in Arizona, Yosemite in Kalifornien, White Mountains in New Hampshire und Mount Rushmore in South Dakota). Die jeweiligen Motive werden aber neu gestaltet.
|  |

| #  | Staat / Territorium          | Park / Stätte                                                   | Ausgabedatum       | Auflage Denver | Auflage Philadelphia | Auflage Westpoint | Gesamtauflage | Design                                                      |
| -- | ---------------------------- | --------------------------------------------------------------- | ------------------ | -------------- | -------------------- | ----------------- | ------------- | ----------------------------------------------------------- |
| 1  | Arkansas                     | Hot Springs National Park                                       | 19. April 2010     | 34.000.000     | 35.600.000           | —                 | 69.600.000    | Hot Springs National Park                                   |
| 2  | Wyoming                      | Yellowstone National Park                                       | 1. Juni 2010       | 34.800.000     | 33.600.000           | —                 | 68.400.000    | Yellowstone National Park                                   |
| 3  | Kalifornien                  | Yosemite National Park                                          | 26. Juli 2010      | 34.800.000     | 35.200.000           | —                 | 70.000.000    | Yosemite National Park                                      |
| 4  | Arizona                      | Grand Canyon National Park                                      | 20. September 2010 | 35.400.000     | 34.800.000           | —                 | 70.200.000    | Grand Canyon National Park                                  |
| 5  | Oregon                       | Mount Hood National Forest                                      | 15. November 2010  | 34.400.000     | 34.400.000           | —                 | 68.800.000    | Mount Hood National Forest                                  |
| 6  | Pennsylvania                 | Gettysburg National Military Park                               | 24. Januar 2011    | 30.800.000     | 30.400.000           | —                 | 61.200.000    | Gettysburg National Military Park                           |
| 7  | Montana                      | Glacier National Park                                           | 4. April 2011      | 31.200.000     | 30.400.000           | —                 | 61.600.000    | Glacier National Park                                       |
| 8  | Washington                   | Olympic-Nationalpark                                            | 13. Juni 2011      | 30.600.000     | 30.400.000           | —                 | 61.000.000    | Olympic National Park                                       |
| 9  | Mississippi                  | Vicksburg National Military Park                                | 29. August 2011    | 33.400.000     | 30.800.000           | —                 | 64.200.000    | Vicksburg National Military Park                            |
| 10 | Oklahoma                     | Chickasaw National Recreation Area                              | 14. November 2011  | 69.400.000     | 73.800.000           | —                 | 143.200.000   | Chickasaw National Recreation Area                          |
| 11 | Puerto Rico                  | El Yunque National Forest                                       | 23. Januar 2012    | 25.000.000     | 25.800.000           | —                 | 50.800.000    | El Yunque National Forest                                   |
| 12 | New Mexico                   | Chaco Culture National Historical Park                          | 2. April 2012      | 22.000.000     | 22.000.000           | —                 | 44.000.000    | Chaco Culture National Historical Park                      |
| 13 | Maine                        | Acadia National Park                                            | 11. Juni 2012      | 22.000.000     | 24.800.000           | —                 | 46.800.000    | Acadia National Park                                        |
| 14 | Hawaii                       | Hawaii Volcanoes National Park                                  | 27. August 2012    | 78.600.000     | 46.200.000           | —                 | 124.800.000   | Hawaii Volcanoes National Park                              |
| 15 | Alaska                       | Denali National Park                                            | 5. November 2012   | 166.600.000    | 135.400.000          | —                 | 302.000.000   | Denali National Park                                        |
| 16 | New Hampshire                | White Mountain National Forest                                  | 28. Januar 2013    | 107.600.000    | 68.800.000           | —                 | 176.400.000   | White Mountain                                              |
| 17 | Ohio                         | Perry’s Victory and International Peace Memorial                | 1. April 2013      | 131.600.000    | 107.800.000          | —                 | 239.400.000   | Perry’s Victory and International Peace Memorial            |
| 18 | Nevada                       | Great Basin National Park                                       | 10. Juni 2013      | 141.400.000    | 122.400.000          | —                 | 263.800.000   | Great Basin National Park                                   |
| 19 | Maryland                     | Fort McHenry National Monument and History Shrine               | 26. August 2013    | 151.400.000    | 120.000.000          | —                 | 271.400.000   | Fort McHenry National Historic Monument and Historic Shrine |
| 20 | South Dakota                 | Mount Rushmore National Memorial                                | 4. November 2013   | 272.400.000    | 231.800.000          | —                 | 504.200.000   | Mount Rushmore                                              |
| 21 | Tennessee                    | Great-Smoky-Mountains-Nationalpark                              | 27. Januar 2014    | 99.400.000     | 73.200.000           | —                 | 172.600.000   | Great Smoky Mountains                                       |
| 22 | Virginia                     | Shenandoah-Nationalpark                                         | 31. März 2014      | 197.800.000    | 112.800.000          | —                 | 310.600.000   | Shenandoah                                                  |
| 23 | Utah                         | Arches National Park                                            | 9. Juni 2014       | 251.400.000    | 214.200.000          | —                 | 465.600.000   | Arches                                                      |
| 24 | Colorado                     | Great Sand Dunes National Park                                  | 25. August 2014    | 171.800.000    | 159.600.000          | —                 | 331.400.000   | Great Sand Dunes                                            |
| 25 | Florida                      | Everglades National Park                                        | 3. November 2014   | 142.400.000    | 157.601.200          | —                 | 300.001.200   | Everglades                                                  |
| 26 | Nebraska                     | Homestead National Monument of America                          | 9. Februar 2015    | 248.600.000    | 214.400.000          | —                 | 463.000.000   | Homestead National Historical Park                          |
| 27 | Louisiana                    | Kisatchie National Forest                                       | 13. April 2015     | 379.600.000    | 397.200.000          | —                 | 776.800.000   | Kisatchie National Forest                                   |
| 28 | North Carolina               | Blue Ridge Parkway                                              | 22. Juni 2015      | 505.200.000    | 325.616.000          | —                 | 830.816.000   | Blue Ridge Parkway                                          |
| 29 | Delaware                     | Bombay Hook National Wildlife Refuge                            | 14. September 2015 | 206.400.000    | 275.000.000          | —                 | 481.400.000   | Bombay Hook National Wildlife Refuge                        |
| 30 | New York                     | Saratoga National Historical Park                               | 16. November 2015  | 215.800.000    | 223.000.000          | —                 | 438.800.000   | Saratoga National Historical Park                           |
| 31 | Illinois                     | Shawnee National Forest                                         | 1. Februar 2016    | 151.800.000    | 155.600.000          | —                 | 307.400.000   | Shawnee Illinois                                            |
| 32 | Kentucky                     | Cumberland Gap National Historical Park                         | 4. April 2016      | 223.200.000    | 215.400.000          | —                 | 438.600.000   | Cumberland Gap Kentucky                                     |
| 33 | West Virginia                | Harpers Ferry National Historical Park                          | 6. Juni 2016       | 424.000.000    | 434.630.000          | —                 | 858.630.000   | Harpers Ferry West Virginia                                 |
| 34 | North Dakota                 | Theodore Roosevelt National Park                                | 29. August 2016    | 223.200.000    | 231.600.000          | —                 | 454.800.000   | Theodore Roosevelt North Dakota                             |
| 35 | South Carolina               | Fort Moultrie National Monument                                 | 14. November 2016  | 142.200.000    | 154.400.000          | —                 | 296.600.000   | Fort Moultrie South Carolina                                |
| 36 | Iowa                         | Effigy Mounds National Monument                                 | 6. Februar 2017    | 210.800.000    | 271.200.000          | —                 | 482.000.000   | Effigy Mounds Iowas                                         |
| 37 | District of Columbia         | Frederick Douglass National Historic Site                       | 3. April 2017      | 185.800.000    | 184.800.000          | —                 | 370.600.000   | Frederick Douglass National Historic Site quarter           |
| 38 | Missouri                     | Ozark National Scenic Riverways                                 | 5. Juni 2017       | 200.000.000    | 203.000.000          | —                 | 403.000.000   | Ozark National Scenic Riverways quarter                     |
| 39 | New Jersey                   | Ellis Island National Monument (Freiheitsstatue)                | 28. August 2017    | 254.000.000    | 234.000.000          | —                 | 488.000.000   | Ellis Island (Statue of Liberty National Monument) quarter  |
| 40 | Indiana                      | George Rogers Clark National Historical Park                    | 13. November 2017  | 180.800.000    | 196.600.000          | —                 | 377.400.000   | George Rogers Clark National Historical Park quarter        |
| 41 | Michigan                     | Pictured Rocks National Lakeshore                               | 5. Februar 2018    | 182.600.000    | 186.714.000          | —                 | 369.314.000   |                                                             |
| 42 | Wisconsin                    | Apostle Islands National Lakeshore                              | 9. April 2018      | 216.600.000    | 223.200.000          | —                 | 439.800.000   |                                                             |
| 43 | Minnesota                    | Voyageurs National Park                                         | 11. Juni 2018      | 197.800.000    | 237.400.000          | —                 | 435.200.000   |                                                             |
| 44 | Georgia                      | Cumberland Island National Seashore                             | 27. August 2018    | 151.600.000    | 138.000.000          | —                 | 289.600.000   |                                                             |
| 45 | Rhode Island                 | Block Island National Wildlife Refuge                           | 13. November 2018  | 159.600.000    | 159.600.000          | —                 | 319.200.000   |                                                             |
| 46 | Massachusetts                | Lowell National Historical Park                                 | 2019               | 182.200.000    | 165.800.000          | 2.000.000         | 350.000.000   | Lowell National Historical Park quarter                     |
| 47 | Nördliche Marianen           | American Memorial Park                                          | 2019               | 182.600.000    | 142.800.000          | 2.000.000         | 327.400.000   |                                                             |
| 48 | Guam                         | War in the Pacific National Historical Park                     | 2019               | 114.400.000    | 116.600.000          | 2.000.000         | 233.000.000   |                                                             |
| 49 | Texas                        | San Antonio Missions National Historical Park                   | 2019               | 129.400.000    | 142.800.000          | 2.000.000         | 274.200.000   |                                                             |
| 50 | Idaho                        | Frank Church River of No Return Wilderness                      | 2019               | 251.600.000    | 223.400.000          | 2.000.000         | 475.000.000   |                                                             |
| 51 | Amerikanisch-Samoa           | Nationalpark von Amerikanisch-Samoa                             | 2020               | 212.200.000    | 286.000.000          | 2.000.000         | 498.000.000   |                                                             |
| 52 | Connecticut                  | Weir Farm National Historic Site                                | 2020               | 155.000.000    | 125.600.000          | 2.000.000         | 280.600.000   |                                                             |
| 53 | Amerikanische Jungferninseln | Salt River Bay National Historical Park and Ecological Preserve | 2020               | 515.000.000    | 580.200.000          | 2.000.000         | 1.092.800.000 |                                                             |
| 54 | Vermont                      | Marsh-Billings-Rockefeller National Historical Park             | 2020               | 345.800.000    | 304.600.000          | 2.000.000         | 650.400.000   |                                                             |
| 55 | Kansas                       | Tallgrass Prairie National Preserve                             | 2020               | 142.400.000    | 101.200.000          | 2.000.000         | 245.600.000   |                                                             |
| 56 | Alabama                      | Tuskegee Airmen National Historic Site                          | 2021               | 304.000.000    | 160.400.000          | —                 | 464.400.000   | Tuskegee Airmen National Historic Site                      |